# グロービス経営大学院大学

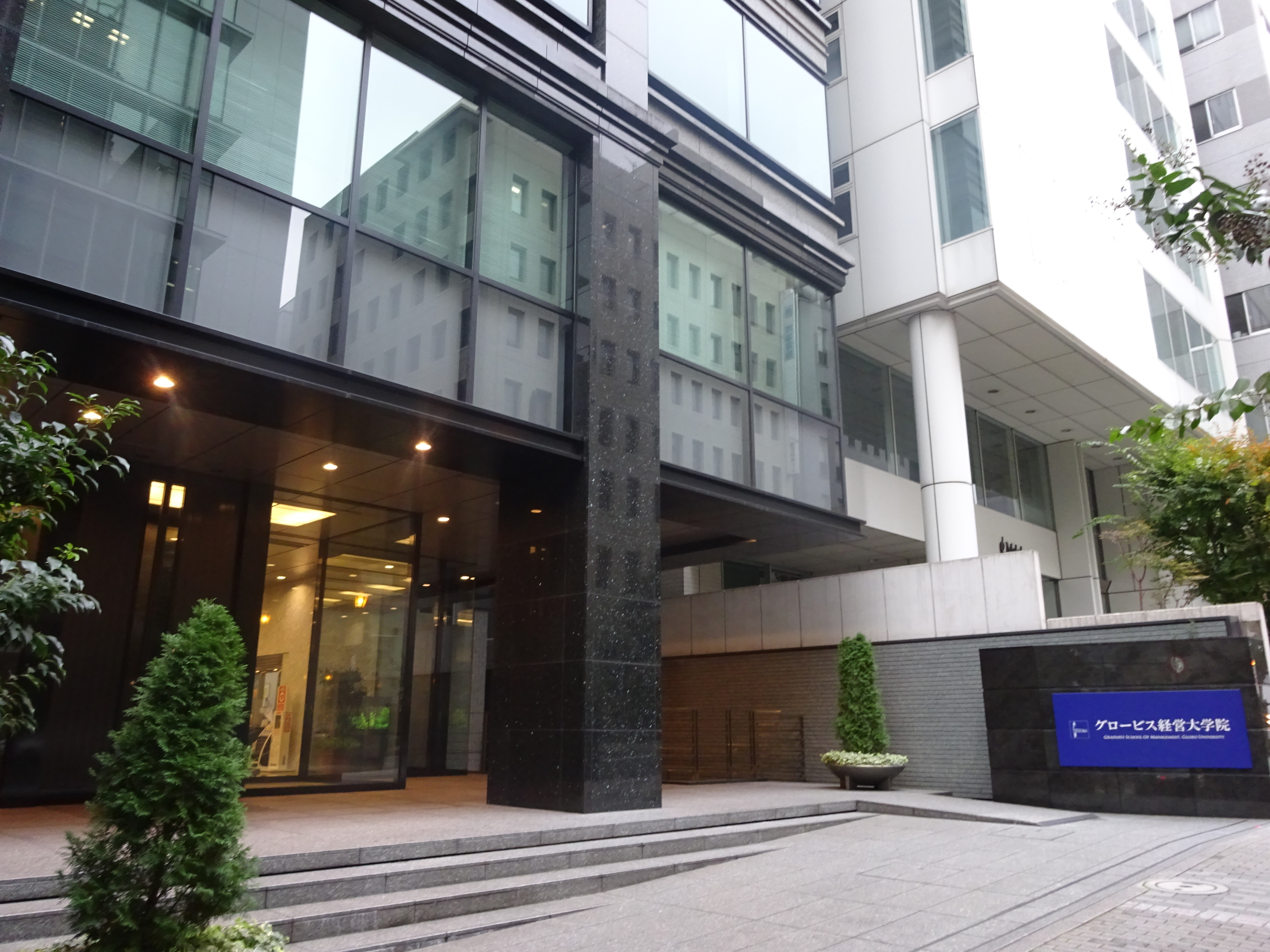
グロービス経営大学院大学 東京校

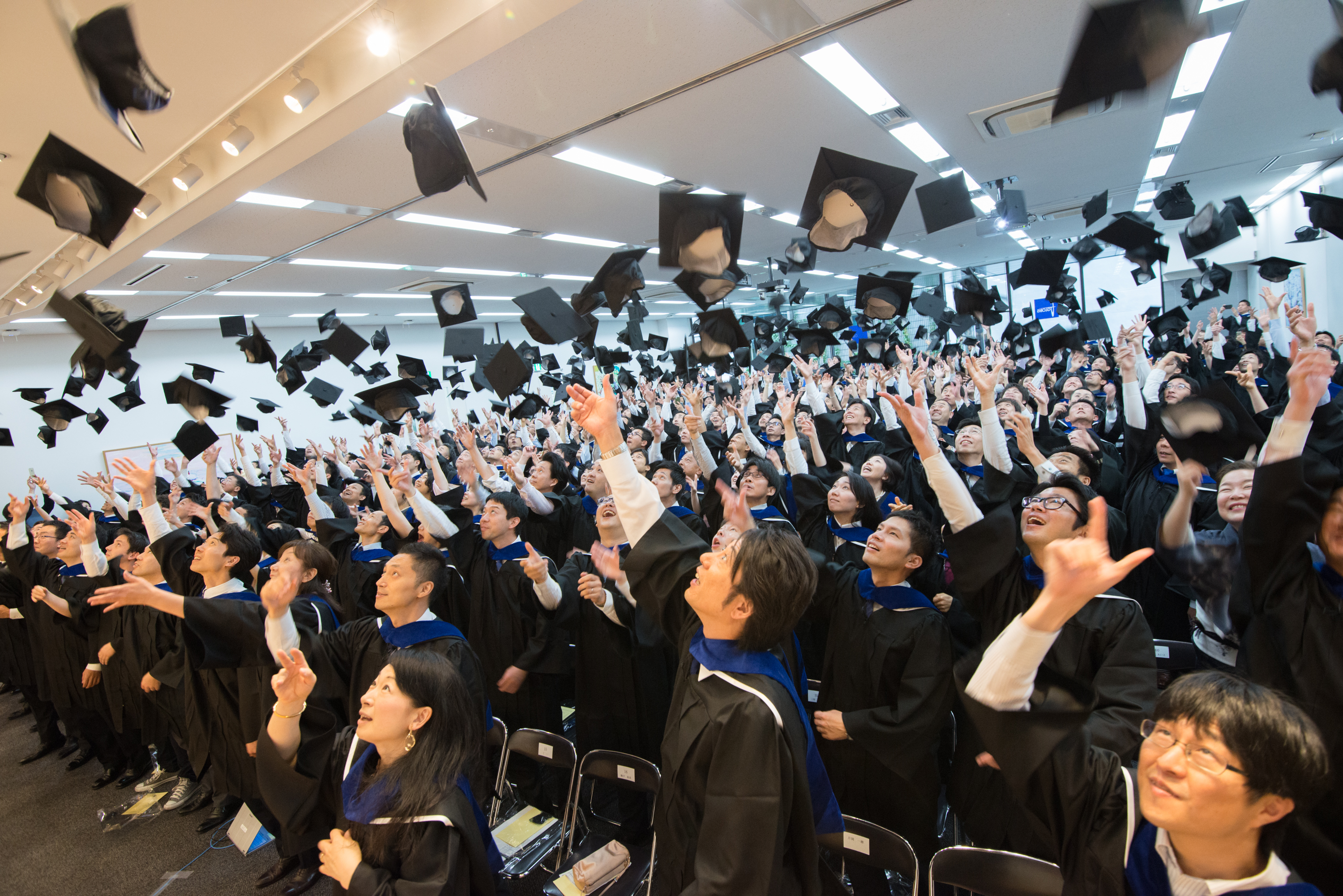
グロービス経営大学院大学 修了式

グロービス経営大学院大学（グロービスけいえいだいがくいんだいがく、英語: Graduate School of Management, GLOBIS University、公用語表記: グロービス経営大学院大学）は、東京都千代田区二番町5番地1に本部を置く日本の私立大学。2006年創立、2006年大学設置。

## 概要
2006年4月に株式会社グロービスが東京都千代田区のキャリア教育推進特区を利用した「株式会社立大学」（学校法人ではなく株式会社が設置した大学）として創立した。
その後、2008年には設置者を学校法人グロービス経営大学院に変更し、通常の学校法人立の私立大学となった。現在経営研究科のみが設置されている。原則として企業や官公庁、団体等における2年以上の社会人経験を有する者を対象にしている。
日本語MBAプログラムは、東京・大阪・名古屋・福岡・オンラインの5キャンパスに加え、仙台・水戸・横浜に特設キャンパスを開設。英語MBAプログラムは、パートタイム＆オンラインMBAプログラム、フルタイムMBAプログラムを展開している。
2006年開学当初78名だった入学者数は、2022年4月には日本語プログラムで1,158名に達している。文部科学省の「専門職大学院一覧」のビジネス・ＭＯＴ分野において入学定員数が最も多い、日本最大のビジネススクール。

## 教育理念
2006年の開学以来「能力開発」「人的ネットワークの構築」「志の醸成」を教育理念に掲げ、独自のカリキュラムを開発・提供している。

## プログラム
日本語MBAプログラム
- テクノベートMBAプログラム
- エグゼクティブMBAプログラム

英語MBAプログラム
- Full-time MBA program
- Part-time&Online MBA program

## カリキュラム[2]
人事組織、マーケティング・戦略、会計・財務などの既存のMBA領域に、グロービス独自の「思考」「テクノべ―ト（テクノロジー×イノベーション）」「志」「創造」「変革」領域を加えたカリキュラムを提供している。「思考」領域では考え抜く力・伝える力を育成し、「テクノベート」領域ではテクノロジーをビジネスに応用する力を育成し、「志」領域では自分の価値観・軸の確立を行う。
カリキュラムは、大きく3つ、原理原則を体系的に理解する「基本科目」、専門性を深め応用力を高める「応用科目」、総合的な実践力を磨く「展開科目」に分かれている。
- 「基本科目」：経営の三要素「ヒト・モノ・カネ」領域に加え、経営に必要な思考力を身に付ける方法を中心に学ぶ科目群
- 「応用科目」：各学習領域をさらに掘り下げ、幅広い視野と高度なスキルに裏づけされた意思決定を下す訓練を行い、複雑な経営課題の解決に取り組める応用力を身に付ける科目群
- 「展開科目」：新規事業の立ち上げ、企業や組織の変革、ビジネスのグローバル展開、最新のテクノロジーの理解とイノベーションの技法など、より高度な経営課題に取り組む科目群

全科目の内、15科目が必修で、その内の2科目は選択必修の3科目から選択する。修了要件である36単位を満たすためには、24～25科目の履修が必要である。
授業は通学とオンラインの2つの形式で開講しており、科目ごと、授業ごとに受講形式を選択できる。平日は教室、週末はオンラインといった受講が可能。通学授業もオンライン授業も、ケース(企業事例)を用いたディスカッション形式で行われる。また、オンラインでの受講のみで大学院を卒業することも可能。

## 制度[3]

### 単科生制度（Pre-MBA）
特定科目について、大学院本科入学前に1科目（3ヶ月）から先行して受講でき、単科生として修得した単位は、条件を満たせば、大学院の修了要件単位として認められる。年4回（1⽉、4⽉、7⽉、10⽉から）の開講。「クリティカル・シンキング」、「マーケティング・経営戦略基礎」など15科目が単科制度の対象科目として開講されている。

### 授業振替制度
授業を欠席した際、同一期内に複数クラスを開講している科目の場合は、欠席回を他のクラスに振替受講できる制度。通学クラスからオンラインクラス、オンラインクラスから通学クラスにも振り替えて受講が可能。

### 転校制度・休学制度
転勤や転居の際は、4つのキャンパス（東京・大阪・名古屋・福岡）とオンライン校に転校することが可能。また、異動や長期出張などの場合でも、3ヶ月単位で最長2年間の休学制度を利用することもできる。

### 長期履修制度
標準2年間で修了可能なMBAプログラムだが、3年以上かけて計画的に課程修了を目指すことを希望する場合は、長期履修制度を利用して修業年限を最長5年まで延長することができる（3年目以降の在籍には所定の長期履修費用が必要）。

### 教育訓練給付制度
グロービス経営大学院は、厚生労働大臣より専門的・実践的な教育訓練講座として指定を受けている。必要な条件を満たせば、最大で128万円の給付金の受給が可能。

### クオリティ・ギャランティ
修了要件を満たしても当初想定していた学習効果が得られなかったと判断された場合、入学後に受講料が全額返金される（ただし、学位授与と卒業後のサービスの提供はされない）。

## 沿革
1992年
- 株式会社グロービス設立。グロービス・マネジメント・スクール（GMS）事業開始。

2001年9月
- 株式会社グロービス社長の堀義人が、ビジネスマンのキャリアアップ教育構想として、GDBA（Graduate Diploma in Business Administration、「グロービス・オリジナルMBAプログラム」）を発表する。

2002年4月
- アントレプレナリアル・リーダーシップ（現・企業家リーダーシップ）がGDBA初の科目として先行開講される。

2003年
- 国の認可によらない社会認知型MBAを目指し、グロービス・オリジナルMBAプログラムGDBA（Graduate Diploma in Business Administration）を開講。修了者にはグロービス独自の修了証書を授与。

2006年
- 「社会に"創造"と"変革"をもたらすビジネスリーダーの育成」を教育理念とし、日本初の通学型株式会社立の経営大学院として開学。東京校と大阪校を開校し、78名の第1期入学生が誕生。

2008年
- 文部科学省より学校法人として認可され、グロービス経営大学院大学の設置者を学校法人へ変更。

2009年
- 名古屋校を開校。
- カリキュラムをすべて英語で提供するグロービス経営大学院インターナショナルMBAプログラム（IMBA）開講を開講。

2011年
- 東北4県・茨城の入学生に対し、東京校への通学にかかる宿泊・交通費を支援する「東北茨城リーダー教育奨学金」を設置。

2012年
- 仙台校を開校。
- ダイムラー社、日本財団による「ダイムラー・日本財団　イノベーティブリーダー基金」の事業パートナー選出を受け、仙台校で学ぶ学生への奨学金、新規事業スタートアップ基金を設置。
- 全日制の英語MBAプログラムを開講。10カ国から23名の留学生を迎え入れ、プログラムを開始。

2013年
- 福岡校を開校。

- 本科生（グロービス経営大学院修士課程）を対象としたビジネスプランコンテスト「GLOBIS Venture Challenge (GVC)」を初開催。受賞5チームへ総額1300万円を出資。

2014年
- 日本経済新聞社・日経HRが共同で実施した「ビジネススクール調査」の「通いたい学校ランキング」で、東日本2位、西日本3位に選出される。 [4]

2015年
- オンラインMBAプログラム（本科）を開講。

2016年
- 「テクノベートMBA特別講座」を開講。

2017年
- 2017年4月には茨城水戸に、10月には横浜に特設キャンパスを開設。
- グロービスAI経営教育研究所（GLOBIS AI Management Education Research Institute、略称GAiMERi）設立。

- 修了生に対象を限定した特別講座「アルムナイ・スクール」を開講。

2018年
- 在校生または修了生が起業したベンチャー企業と共に長期的に成長していくことを目指し、投資プログラム「GLOBIS Alumni Growth Investment（G-Growth）」を開始。

2020年
- 新型コロナウィルスの影響を受け、すべての授業をオンライン化。

2021年
- パートタイムMBAプログラム（日本語）、オンラインMBAプログラム（日本語）の2つのプログラムを、パートタイムMBAプログラム（日本語）に統合。

- 基本科目である「クリティカル・シンキング」の受講者向けに、グロービス独自のAIラーニングシステム「GAiL（ゲイル）」のトライアル提供を開始。

- グロービス経営大学院 開学15周年を迎える

2022年
- 「ナノ単科」の提供開始。

2023年
- パートタイム＆オンラインMBAプログラム（日本語）の入学者数が1,068名に到達。
- 学内シンクタンク「テクノベート経営研究所(TechMaRI)」を創設。

2024年
- グロービス経営大学院の公式ロゴ、ブランドカラーを刷新。

2025年
- MBAプログラム「テクノベートMBA」「エグゼクティブMBA」を開講。

## 設置研究科
経営研究科
- 経営専攻
  - 入学定員：1,080名（日本語プログラム 940名、英語プログラム 140名）[5]

## 授与学位
- 経営学修士（専門職）／ Master of Business Administration（MBA)

## キャンパス・拠点

### 東京校／オンライン校
- 東京都千代田区二番町5番地1 住友不動産麹町ビル

### 大阪校
- 大阪府大阪市淀川区宮原一丁目1番1号 新大阪阪急ビル4F

### 名古屋校
- 愛知県名古屋市中村区名駅1-1-3 JRゲートタワー27F

### 福岡校
- 福岡県福岡市博多区博多駅中央街8-1 JRJP博多ビル4F

### 仙台・特設キャンパス
- 宮城県仙台市青葉区中央一丁目3番1号 アエル26F

### 横浜・特設キャンパス
- 神奈川県横浜市西区南幸1-1-1 JR横浜タワー14F

### 水戸・特設キャンパス
- 茨城県水戸市南町3丁目6

## 大学関係者一覧

### 修了生
「グロービス経営大学院  アルムナイ・アワード」を参照
- 宮沢隆仁 - 医師、元衆議院議員（2013年修了）
- 福田徹 - 医師、衆議院議員
- 金崎浩之 - 弁護士、元暴走族幹部
- 和田智行 - 株式会社小高ワーカーズベース 代表取締役（2020年修了）
- 中島ピロタカ - 駄洒落とプレイフルネスの専門家
- 鈴木琢也 - 教育家、ライター、パブリックスピーカー（2018年修了）
- 徳力基彦 - アジャイルメディア・ネットワーク株式会社共同創業者、noteプロデューサー
- 横溝龍太郎 - 実業家
- 小山典孝 - マーケティングディレクター・マーケター
- 鈴木惇 - プロサッカー選手